# EPrix de Hong Kong
Le ePrix de Hong Kong est une épreuve comptant pour le championnat de Formule E FIA. Elle a eu lieu pour la première fois le 9 octobre 2016 sur le circuit de Central Harbourfront.

## Historique
La Formule E se rend pour la première fois à Hong Kong en ouverture de la saison 3, en remplacement du ePrix de Pékin. La course est remportée par Sébastien Buemi.
L’année suivante, Hong Kong est de nouveau en ouverture de la saison 4 mais cette fois en double manche, cependant, la première course a été arrêtée au second tour après plusieurs collisions au virage 4 bloquant le circuit. Ce fut la première fois que le drapeau rouge a été brandi sur une course de Formule E. La course a été relancée 30 minutes plus tard et a été remportée par Sam Bird et la deuxième course par Felix Rosenqvist après la disqualification de Daniel Abt.
En 2019, la course a aussi été arrêté pendant 15 minutes après quelques tours à cause d’une collision entre Felipe Nasr, Pascal Wehrlein et Jérôme d'Ambrosio qui ont bloqué le circuit. La course a été remportée par Sam Bird après l’abandon de André Lotterer au dernier tour en raison d’une crevaison de la roue droite arrière alors qu’il menait la course, mais les commissaires ont infligé une pénalité de 5 secondes à cause de la collision ayant provoqué l’abandon de Lotterer. La victoire est revenue à Edoardo Mortara.

## Le circuit

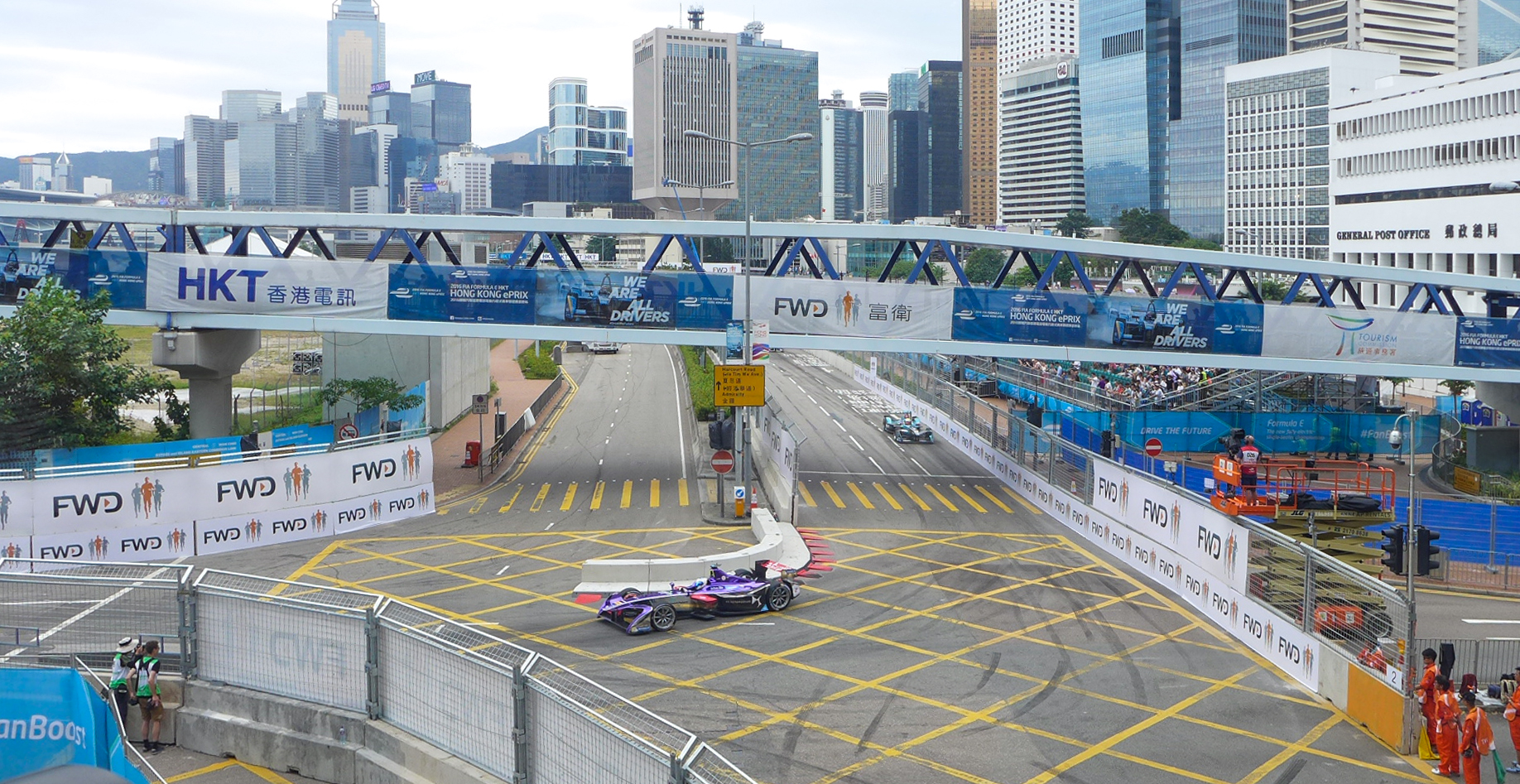
Sam Bird lors de l'édition 2016.

Le ePrix de Hong Kong est disputé sur le circuit de Central Harbourfront, long de 1,86 kilomètre.

## Palmarès
| Année | Vainqueur        | Écurie                 | Circuit                         | Résultats | Date            |
| ----- | ---------------- | ---------------------- | ------------------------------- | --------- | --------------- |
| 2016  | Sébastien Buemi  | Renault e.Dams         | Circuit de Central Harbourfront | Résumé    | 9 octobre 2016  |
| 2017  | Sam Bird         | DS Virgin Racing       | Circuit de Central Harbourfront | Résumé    | 2 décembre 2017 |
| 2017  | Felix Rosenqvist | Mahindra Racing        | Circuit de Central Harbourfront | Résumé    | 3 décembre 2017 |
| 2019  | Edoardo Mortara  | Venturi Formula E Team | Circuit de Central Harbourfront | Résumé    | 10 mars 2019    |